# Petiorgilus schmiedeknechti
Petiorgilus schmiedeknechti är en stekelart som beskrevs av Van Achterberg 1987. Petiorgilus schmiedeknechti ingår i släktet Petiorgilus och familjen bracksteklar. Inga underarter finns listade i Catalogue of Life.